# Kaap Grim
Kaap Grim (Engels: Cape Grim) is het noordwestelijke punt van Tasmanië, Australië. De naam voor de kaap in de taal van de Aboriginals is Kennaook.
Kaap Grim is internationaal bekend vanwege het daar gevestigd weerkundig station. De geïsoleerde geografische ligging van Kaap Grim maakt het uniek. De eerstvolgende landmassa direct ten westen van Kaap Grim is niet Afrika, maar het zuidelijke puntje van Argentinië. Winden die hun weg naar Kaap Grim maken vanuit Antarctica en de Indische Oceaan raken geen significante landmassa. De luchtverontreinigingswaarden die bij Kaap Grim worden opgetekend, zijn dan ook bijzonder representatief voor een mondiaal gemiddelde.

## Cape Grim Baseline Air Pollution Station
Dit meetstation is in 1976 opgezet door het Australian Bureau of Meteorology, de Australische weerkundige dienst, en wetenschappelijk geleid door CSIRO, het Australisch nationaal agentschap voor wetenschappelijk onderzoek. Zij publiceren maandelijkse CO2-statistieken, te vergelijken met gelijkaardige cijfers van het Mauna Loa Observatorium in Hawaï. 